# 익스트림 서바이벌 레이싱퀸
《익스트림 서바이벌 레이싱퀸》은 XTM에서 2010년부터 2011년까지 2시즌에 걸쳐 방송된 레이싱걸 서바이벌 프로그램이다. 시즌1 우승자는 한국타이어 전속 모델 자격과 5000만원 계약금의 주인공이 되고, SEMA SHOW에 참가할 기회를 얻게 된다. 시즌2 우승자에게는 총 1억원의 상금과 H타이어 1년 전속모델의 기회와 여러 가지 특전이 주어진다.

## 순위

### 시즌1
- 우승 : 전유현
- Top4 : 윤승연, 이연아, 최슬기
- Top10 : 김가담, 하지화, 임지혜, 김민지, 전유헌, 류지혜

### 시즌2
- 우승 : 윤주하
- Top3 : 이아린, 김세인
- Top15 : 민시아, 서하늬, 김아람, 이동화, 강하빈, 김도이, 박유화, 백수희, 오하은, 천소정, 이재연, 이도연